# Élections constituantes de 1946 dans les Bouches-du-Rhône
Les élections constituantes françaises de 1946 se tiennent le 2 juin. Ce sont les deuxièmes élections constituantes, après le rejet du projet de Constitution française du 19 avril 1946 lors du référendum du 5 mai.

## Mode de scrutin
L'assemblée constituante est composée de 586 sièges pourvus au scrutin proportionnel plurinominal suivant la règle de la plus forte moyenne dans chaque département, sans panachage ni vote préférentiel.
Dans le département des Bouches-du-Rhône, treize députés sont à élire. Les législateurs ne voulant pas que les circonscriptions dépassent les 10 sièges, le département est découpé en 2 circonscriptions. 
La première correspond à l'Arrondissement de Marseille (moins le Canton de Roquevaire), dotée de 9 sièges, la deuxième englobe le reste du département (plus Roquevaire) et élit 4 députés.

## Élus
| Député sortant          | Parti | Parti | Député élu ou réélu     | Parti | Parti |
| ----------------------- | ----- | ----- | ----------------------- | ----- | ----- |
| 1re Circonscription     |       |       |                         |       |       |
| François Billoux        |       | PCF   | François Billoux        |       | PCF   |
| Jean Cristofol          |       | PCF   | Jean Cristofol          |       | PCF   |
| Raymonde Nédelec        |       | PCF   | Raymonde Nédelec        |       | PCF   |
| Paul Cermolacce         |       | PCF   | Paul Cermolacce         |       | PCF   |
| Gaston Defferre         |       | SFIO  | Gaston Defferre         |       | SFIO  |
| Francis Leenhardt       |       | SFIO  | Francis Leenhardt       |       | SFIO  |
| Irène Laure             |       | SFIO  | Henry Bergasse          |       | PRL   |
| Alexandre Chazeaux      |       | MRP   | Raymond Cayol           |       | MRP   |
| Germaine Poinso-Chapuis |       | MRP   | Germaine Poinso-Chapuis |       | MRP   |
| 2e Circonscription      |       |       |                         |       |       |
| Adrien Mouton           |       | PCF   | Adrien Mouton           |       | PCF   |
| Félix Gouin             |       | SFIO  | Félix Gouin             |       | SFIO  |
| Max Juvénal             |       | SFIO  | Max Juvénal             |       | SFIO  |
| Raoul Francou           |       | MRP   | Gabriel Valay           |       | MRP   |

## Résultats

### 1recirconscription (Marseille)
| Parti    | Parti    | Tête de liste           | Résultats | Résultats | Sièges |  |
| Parti    | Parti    | Tête de liste           | Voix      | %         |        |  |
| -------- | -------- | ----------------------- | --------- | --------- | ------ |  |
|          | PCF      | François Billoux        | 104 920   | 37,09     | 4      |  |
|          | SFIO     | Gaston Defferre         | 68 821    | 24,33     | 2 1    |  |
|          | MRP      | Germaine Poinso-Chapuis | 60 185    | 21,27     | 2      |  |
|          | PRL      | Henry Bergasse          | 28 111    | 9,94      | 1 1    |  |
|          | Gaull.   | Michel Grange           | 13 718    | 4,85      | -      |  |
|          | RGR      | Pierre Ferri-Pisani     | 7 163     | 2,53      | -      |  |
|          |          |                         |           |           |        |  |
| Inscrits | Inscrits | Inscrits                | 353 648   | 100,00    | 9      |  |
| Votants  | Votants  | Votants                 | 287 801   | 81,38     |        |  |
| Exprimés | Exprimés | Exprimés                | 282 918   | 98,30     |        |  |

### 2ecirconscription (Aix-Arles)
| Parti    | Parti    | Tête de liste   | Résultats | Résultats | Sièges |  |
| Parti    | Parti    | Tête de liste   | Voix      | %         |        |  |
| -------- | -------- | --------------- | --------- | --------- | ------ |  |
|          | SFIO     | Félix Gouin     | 47 661    | 37,28     | 2      |  |
|          | PCF      | Adrien Mouton   | 40 370    | 31,58     | 1      |  |
|          | MRP      | Gabriel Valay   | 31 915    | 24,97     | 1      |  |
|          | RGR      | Charles Vachenq | 7 895     | 6,18      | -      |  |
|          |          |                 |           |           |        |  |
| Inscrits | Inscrits | Inscrits        | 160 947   | 100,00    | 4      |  |
| Votants  | Votants  | Votants         | 130 321   | 80,97     |        |  |
| Exprimés | Exprimés | Exprimés        | 127 841   | 98,10     |        |  |